# Sequenza dei giorni della settimana
La sequenza dei giorni della settimana presso gli ebrei (il popolo presso il quale quest'istituzione appare particolarmente antica e ricca di significato) era abbastanza semplice, poiché il nome dei giorni era dato da una cifra: giorno uno (domenica), giorno due (lunedì) ecc., fino al settimo giorno (il sabato), denominato shabbath che potrebbe derivare da una deformazione del numerale sette. Questa denominazione è in uso anche presso gli arabi che hanno però sostituito il venerdì con la denominazione giorno della preghiera in comunità.
Anche la sequenza dei giorni della settimana denominati con nomi di astri e degli dei non è casuale come potrebbe apparire. Nasce, a quanto asserisce Cassio Dione, da studi degli egizi che poi sono stati divulgati e si sono affermati in tutta l'area del mar Mediterraneo e, oggi, in tutto il mondo.
In Europa e nella norma internazionale ISO 8601 si inizia dal lunedì, mentre in Israele, nel Nord America, e nei paesi arabi, il primo giorno è la domenica. Nel mondo romano il giorno che dava inizio alla sequenza era il sabato, il giorno di Saturno. E Saturno era il pianeta più lontano conosciuto a quell'epoca. Ma la sequenza è sempre la stessa che si usa ancora abitualmente.

Stella a sette punte (eptagramma acuto) che associa ad ogni punta il simbolo di un "pianeta". I lati della stella individuano l'ordine dei giorni della settimana (partendo dalla luna in senso orario).

Secondo le nozioni astronomiche dell'antichità, i pianeti (ovvero tutti i corpi celesti dotati di moto apparente, compresi quindi anche il Sole e la Luna) erano disposti, dall'esterno all'interno, in quest'ordine: Saturno, Giove, Marte, Sole, Venere, Mercurio, Luna. Come è possibile notare, la sequenza è del tutto differente da quella canonica dei giorni della settimana.
Lo stesso Cassio Dione fornisce però ben due metodi per spiegare la discrepanza fra la sequenza dei giorni e quella dei pianeti.

## Primo metodo
Partendo, per esempio, dal dio e pianeta più esterno, Saturno, e dal relativo giorno di sabato, si deve procedere verso l'interno del sistema solare saltando due pianeti (Giove e Marte). Si arrivava così al Sole (il cui giorno è stato chiamato domenica dai cristiani).
Procedendo con il salto dei due pianeti (Venere e Mercurio) si arriva alla Luna, corrispondente, come è facile evincere, al lunedì.
Riprendendo dall'inizio si saltano sempre due pianeti (Saturno e Giove) e si arriva a Marte, ovvero a martedì.
Altri due pianeti da saltare (Sole e Venere) e si cade su Mercurio, cioè mercoledì.
Saltando i successivi (Luna e - ancora - Saturno) si giunge a Giove per giovedì e, infine, dopo altri due pianeti saltati (Marte e Sole), si arriva a Venere, ovviamente venerdì.
Una prova ulteriore è data dal fatto che, saltando ancora due pianeti (Mercurio e Luna), si ricade, di nuovo, su Saturno.

### Schema
Saturno, Giove, Marte, Sole, Venere, Mercurio, Luna

Saturno, Giove, Marte, Sole, Venere, Mercurio, Luna

Saturno, Giove, Marte, Sole, Venere, Mercurio, Luna

(Saturno)...

## Secondo metodo
Questo metodo è per certi versi più complesso e per altri più semplice. Si basa sulla denominazione delle ore del giorno e della notte con i nomi dei pianeti, posti sempre nella stessa sequenza.
la prima ora del primo giorno sarà dedicata a Saturno; il giorno sarà quindi il sabato.
Seguendo pedissequamente l'ordine dei pianeti citato si avrà: 
- la seconda ora assegnata a Giove
- la terza a Marte
- la quarta al Sole
- la quinta a Venere
- la sesta a Mercurio
- la settima alla Luna

L'ottava ora tornerà a Saturno, la nona a Giove e così via fino alla ventiquattresima ora che sarà appannaggio di Marte.
Proseguendo nella successione si nota che la prima ora del secondo giorno sarà dedicata, dopo Marte al Sole e sarà domenica.
Nominando ogni ora del secondo giorno si arriva alla ventiquattresima ora che sarà dedicata a Mercurio.
Ne discende che la prima ora del terzo giorno sarà dedicata alla Luna e infatti, dopo la domenica viene il lunedì.
Basta proseguire fino al termine del settimo giorno per ottenere la sequenza completa. E anche in questo caso dopo l'ultimo pianeta (Luna) del settimo giorno, si ricomincerà esattamente dal primo pianeta (Saturno) del primo giorno.

### Schema
| Ora | Pianeta  | Ora | Pianeta  | Ora | Pianeta  | Ora | Pianeta  | Ora | Pianeta  | Ora | Pianeta  | Ora | Pianeta  |
| --- | -------- | --- | -------- | --- | -------- | --- | -------- | --- | -------- | --- | -------- | --- | -------- |
| 1   | Saturno  | 1   | Sole     | 1   | Luna     | 1   | Marte    | 1   | Mercurio | 1   | Giove    | 1   | Venere   |
| 2   | Giove    | 2   | Venere   | 2   | Saturno  | 2   | Sole     | 2   | Luna     | 2   | Marte    | 2   | Mercurio |
| 3   | Marte    | 3   | Mercurio | 3   | Giove    | 3   | Venere   | 3   | Saturno  | 3   | Sole     | 3   | Luna     |
| 4   | Sole     | 4   | Luna     | 4   | Marte    | 4   | Mercurio | 4   | Giove    | 4   | Venere   | 4   | Saturno  |
| 5   | Venere   | 5   | Saturno  | 5   | Sole     | 5   | Luna     | 5   | Marte    | 5   | Mercurio | 5   | Giove    |
| 6   | Mercurio | 6   | Giove    | 6   | Venere   | 6   | Saturno  | 6   | Sole     | 6   | Luna     | 6   | Marte    |
| 7   | Luna     | 7   | Marte    | 7   | Mercurio | 7   | Giove    | 7   | Venere   | 7   | Saturno  | 7   | Sole     |
| 8   | Saturno  | 8   | Sole     | 8   | Luna     | 8   | Marte    | 8   | Mercurio | 8   | Giove    | 8   | Venere   |
| 9   | ...      | 9   | ...      | 9   | ...      | 9   | ...      | 9   | ...      | 9   | ...      | 9   | ...      |
| 23  | Giove    | 23  | Venere   | 23  | Saturno  | 23  | Sole     | 23  | Luna     | 23  | Marte    | 23  | Mercurio |
| 24  | Marte    | 24  | Mercurio | 24  | Giove    | 24  | Venere   | 24  | Saturno  | 24  | Sole     | 24  | Luna     |